# Cardiocepon pteroides
Cardiocepon pteroides är en kräftdjursart som beskrevs av Giuseppe Nobili 1906. Cardiocepon pteroides ingår i släktet Cardiocepon och familjen Bopyridae. Inga underarter finns listade i Catalogue of Life.